# Wladimir Iwanowitsch Wernadski

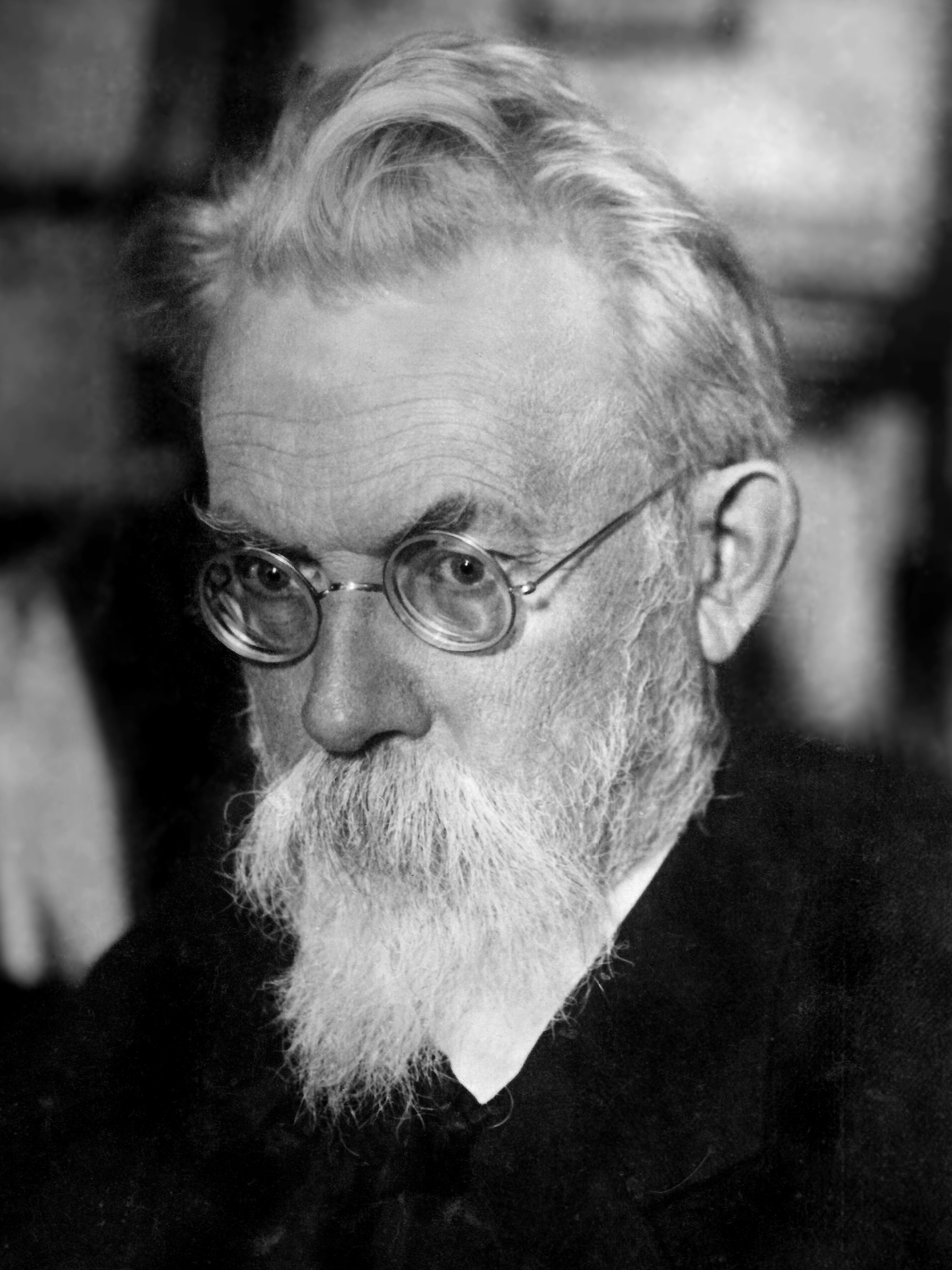
Wladimir Wernadski (1934)

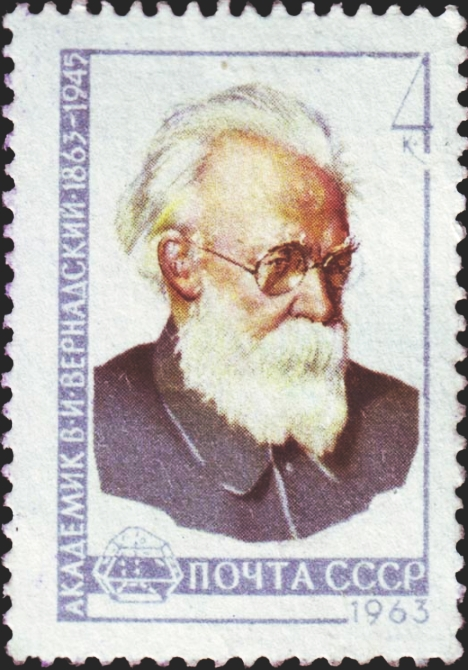
Briefmarkenausgabe zum 100. Geburtstag W. I. Wernadskis (Sowjetunion 1963)

Wladimir Iwanowitsch Wernadski (russisch Владимир Иванович Вернадский; * 28. Februarjul. / 12. März 1863greg. in Sankt Petersburg; † 6. Januar 1945 in Moskau) war ein russischer Geologe, Geochemiker und Mineraloge, einer der Begründer der Geochemie, der Radiogeologie und der Biogeochemie, erster Präsident der Akademie der Wissenschaften der Ukraine.

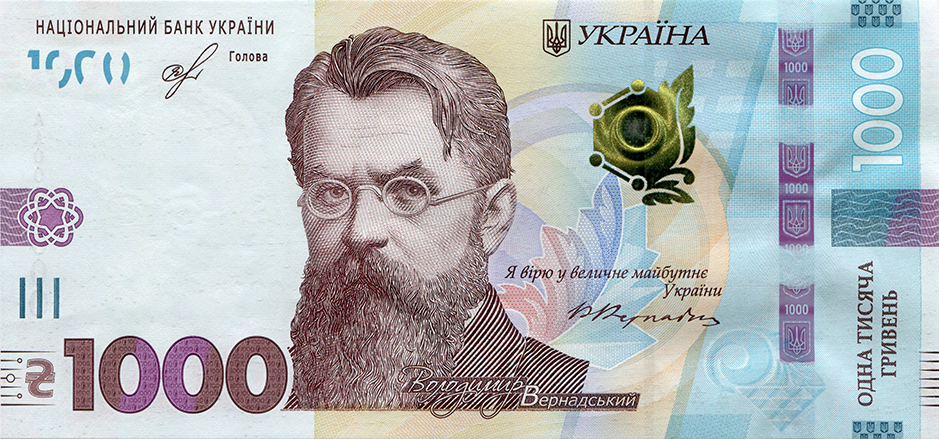
Wladimir Wernadski auf der ukrainischen Banknote von 1000-Hrywen-Schein

## Leben

Wernadskis Grabmal auf dem Moskauer Friedhof des Neujungfrauenklosters

Der Sohn eines liberalen Professors der Ökonomie studierte von 1881 bis 1885 Naturwissenschaften an der Universität von St. Petersburg. Er spezialisierte sich für die Gebiete der Geologie und Mineralogie bei Wassili Wassiljewitsch Dokutschajew. 1888 besuchte er München und 1889 Paris. Auch nach Italien führte ihn seine zweijährige Reise. Ab 1890 lehrte er als Privatdozent für Mineralogie. Von 1898 bis 1911 war er als Professor für Mineralogie an der Moskauer Lomonossow-Universität tätig. Einer seiner Assistenten war der Mineraloge Wladimir Arschinow.
Während der Russischen Revolution von 1905 gehörte Wernadski zu den Gründern der Konstitutionell-Demokratischen Partei Russlands (KD) und war Mitglied des Zentralkomitees dieser Partei. Für die KD hatte er in den Jahren 1906, von 1907 bis 1911 und von 1915 bis 1917 einen Sitz im Staatsrat des Russischen Kaiserreiches inne.
Zum vollen Mitglied der St. Petersburger Akademie der Wissenschaften (AdW) wurde er 1912, nachdem er außerordentliches Mitglied der Akademie seit 1909 war. Zum Direktor des geologischen und mineralogischen Museums der AdW berief man ihn 1914. Seine Mitarbeiterin dort war die Chemikerin Irina Borneman-Starynkewitsch. 1919 wurde er erster Präsident der Akademie der Wissenschaften der Ukraine. 1928 wurde er korrespondierendes Mitglied der Académie des sciences.
Von 1922 bis 1926 erfolgte ein Aufenthalt in Paris, wo er an der Sorbonne Vorlesungen zur Geochemie hielt, die 1924 als Buch („La geochemie“) in französischer Sprache und 1930 ergänzt in deutscher Sprache erschienen. 1926 kehrte er in die Sowjetunion zurück und war ab 1929 bis zu seinem Tode Direktor des biochemischen Laboratoriums der AdW der UdSSR. Ab 1939 war er auch Direktor des von ihm gegründeten Staatlichen Radiuminstituts in Leningrad.

## Bedeutung

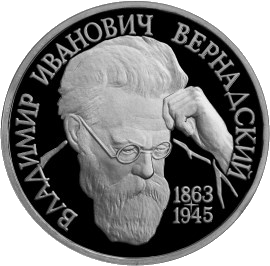
Russische Gedenkmünze von 1993

Er popularisierte als erster das Konzept der Noosphäre, also derjenigen Biosphäre, die durch das Bewusstsein des Menschen gesteuert wird. Innerhalb der letzten 200 Jahre ist die Menschheit als solche zu großer Bedeutung für die Geologie gelangt, insofern als sie in Summe mehr Erdmasse bewegt als die Vorgänge der reinen Biosphäre.
Wernadsky stellte zwei Gesetze auf, nach denen
1. die Anzahl und die Arten der chemischen Elemente, die in den Zyklus der lebenden Materie eingehen, mit der Zeit zunimmt,
2. diese Vorgänge sich mit der Zeit beschleunigen.

Als Hochschullehrer trat er für den gesellschaftlichen Fortschritt ein und nahm in der Presse kritisch zu politischen Problemen des öffentlichen Lebens in Russland Stellung.
Durch den Ausbruch des Ersten Weltkrieges wurde er mit Fragen der Rohstoffprobleme konfrontiert. Auf seine Initiative hin wurde 1915 eine Kommission zur Erforschung der natürlichen Produktionsressourcen Russlands bei der AdW (KEPS) gegründet, die bis 1930 tätig war und vor allem das Vorkommen mineralischer Rohstoffe in Russland erforschte.
Nach der Februarrevolution 1917 wurde er zeitweilig Abteilungsleiter im Volksbildungsministerium der Provisorischen Regierung. Ende 1917 übersiedelte er nach Kiew und auf die Krim. 1921 kehrte er nach Petrograd zurück. In den 20er Jahren war er in einer Kommission für die Geschichte des Wissens tätig. 1927 gehörte er zur sowjetischen Delegation der „Russischen Naturforscherwoche“ in Berlin, wo er einige sehr stark beachtete Vorträge hielt. Auf dem Internationalen Geologenkongress 1937 in Moskau äußerte er sich im Plenum zur Rolle der Radioaktivität in der Geologie.
Wernadski gilt als einer der Begründer und Theoretiker der Geochemie und der Biogeochemie sowie der Lehre von der Biosphäre und Noosphäre. Er untersuchte auch den Bau der Silikate, die Rolle der Organismen in den geochemischen Prozessen und die Radioaktivität der Minerale. Seine Untersuchungen galten auch der Geochemie seltener und disperser Elemente, der Klärung geochemischer Erscheinungen und Prozesse wie der Erdwärme mit Hilfe der Radioaktivität und der Bestimmung des absoluten Alters von Gesteinen.
Aus der dynamischen Mineralogie entwickelten Wernadski und sein Schüler Fersman die Geochemie als eigenen Wissenschaftszweig. Ab 1922 befasste er sich mit der chemischen Zusammensetzung organischer Substanzen, dem Ablauf und den Auswirkungen geochemischer Prozesse, an denen Organismen beteiligt sind, und begründete damit die Biogeochemie. 1942 veröffentlichte er als Synthese seiner Vorstellungen über den Planeten Erde und die Grundlagen seines geochemischen und biologischen Baues die aus dem System der geochemischen Zyklen entwickelte Theorie der geologischen Hüllen (Geosphären beziehungsweise Erdsphären).
Logisch entwickelte er diese weiter durch Untersuchungen zur Geoökologie. Er entwickelte die Theorie der Biosphäre, entdeckte den negentropischen Faktor in der Natur und prägte den Begriff der Noosphäre in seiner enttheologisierten Form. Die Bedeutung Wernadskis für die Geowissenschaften wird oft mit der Rolle Darwins für die Biologie verglichen:
„Wernadski hat für den Raum geleistet, was Darwin für die Zeit getan hat: Während Darwin dokumentierte, daß alles Leben von einem entfernten Urahnen abstammt, zeigte Wernadski, daß alles Leben einen stofflich einheitlichen Raum einnimmt, die Biosphäre“. (Lynn Margulis)
Zu seinen Schülern zählten Alexander Fersman, Witali Chlopin und Alexander Winogradow, die sehr zur Popularisierung und Weiterentwicklung seiner Forschungen betrugen.
Der Asteroid (2809) Vernadskij, der Mondkrater Vernadskij, der Wernadskowo-Prospekt in Moskau (westlicher Verwaltungsbezirk), die Wernadskyj-Nationalbibliothek und die Nationale Taurische Wernadskyj-Universität in der Ukraine sind nach Wernadski benannt worden. Seit 1996 betreibt die Ukraine die Wernadski-Station im Südpolarmeer. Seit 1965 wurde von der Akademie der Wissenschaften der UdSSR für herausragende Leistungen auf dem Gebiet der Geowissenschaften die Wernadski-Goldmedaille verliehen. Seit 1993 wird diese Medaille von der Russischen Akademie der Wissenschaften vergeben.

## Publikationen
- Kratki Kurs mineralogi, schitani studentam-medikam 1891–1892, Moskau 1891
- Ob izuscheni estestwennih proizwoditelnih sil Rossii, in: Izwestija Akad. Nauk, 6 ser., 9(1915), 8, 679–700
- La geochemie, Paris 1924
- Geochemie in ausgewählten Kapiteln, Autorisierte Übersetzung aus dem Russischen von Dr. E. Kordes, Leipzig 1930
- O nekotorih osnownih problema biogeochemii, in: Iswestija Akad. Nauk SSSR ser geol. 18 (1938), 1, 19–34
- O nasschenii radiologii dlja sowremennoi geologii, in: Trudi 17 sessii Meschdunarodnowo geolog. Kongressa SSSR 1937 (Moskau 1939)
- O geologischeski oboloschkah zemli kak planeti, in: Iswestija Akad. Nauk SSSR, ser. geogr. geofis. (1942) 6, 251–262
- Neskolko slow o noosfere, in: Uspechi biologii 18 (1944) 2, 113–120
- Rasmyschlenija naturalista, Moskau 1977
- Ziwoje wesestwo, Moskau 1978
- Filisowkije mysli natguralista, Moskau 1988
- Trudy po wseobschej istorii nauki, Moskau 1988
- Trudy po istorii nauki w Rossii, Moskau 1988
- Isbrannije trudy – Kristallografija, Moskau 1988

Englischsprachige Übersetzungen:
- 1924: Geochemistry
- 1926: Biosfera; engl. Übers.: The Biosphere, Copernicus Books, Springer Verlag, New York 1998, ISBN 0-387-98268-X